# Allium breviradium
Allium breviradium är en amaryllisväxtart som först beskrevs av Eugen von Halácsy, och fick sitt nu gällande namn av William Thomas Stearn. Allium breviradium ingår i släktet lökar, och familjen amaryllisväxter. IUCN kategoriserar arten globalt som otillräckligt studerad. Inga underarter finns listade i Catalogue of Life.